# سلوا دی کادوره
سلوا دی کادوره (به ایتالیایی: Selva di Cadore) یک کومونه در ایتالیا است که در استان بلونو واقع شده‌است. سلوا دی کادوره ۳۳٫۱ کیلومتر مربع مساحت و ۵۵۷ نفر جمعیت دارد و ۱٬۳۵۰ متر بالاتر از سطح دریا واقع شده‌است.